# 바트도베란

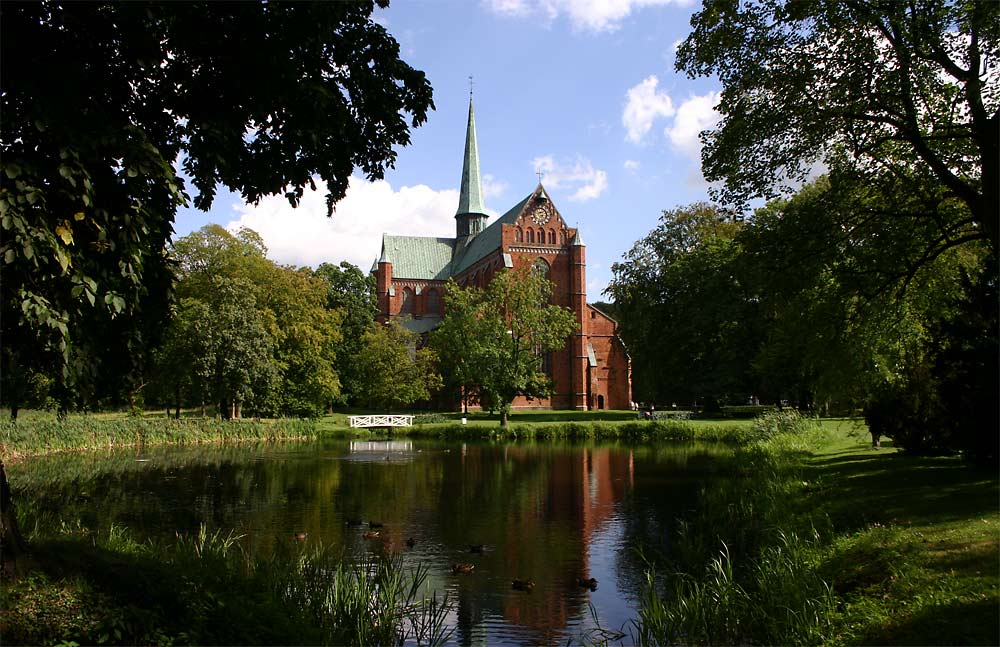
바트도베란

바트도베란(독일어: Bad Doberan)은 독일 메클렌부르크포어포메른주에 위치한 도시로 면적은 32.74km2, 높이는 15m, 인구는 12,107명(2015년 12월 31일 기준), 인구 밀도는 370명/km2이다. 로스토크에서 서쪽으로 약 9.3km 정도 떨어진 곳에 위치한다.

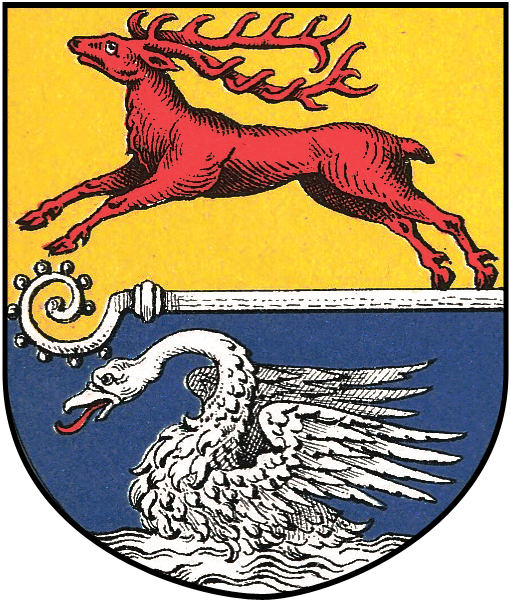
시 문장